# Madonna col Bambino tra i santi Francesco e Antonio da Padova
La Madonna col Bambino tra i santi Francesco e Antonio da Padova è un dipinto a olio su tela centinata (450×250 cm) di Pietro Avogadro con aggiunte di Francesco Savanni, databile all'inizio del XVIII secolo e conservato nella chiesa di San Carlo di Brescia, al primo altare destro.

## Storia
La pala viene realizzata appositamente per la chiesa di San Carlo, ma non sono noti documenti archivistici al riguardo. Giovanni Battista Carboni, nel 1760, accenna ad aggiunte fatte da Francesco Savanni nella parte superiore della tela.
Nel 1981 il dipinto viene completamente restaurato e ripulito, trovando che, effettivamente, l'area superiore della tela è caratterizzata da una stesura del colore successiva all'originale. Le affermazioni del Carboni sono state così confermate.

## Descrizione
Alla Madonna con in braccio il Bambino Gesù, raffigurati al centro su una nuvola, sono inchinati san Francesco di Paola a sinistra e sant'Antonio di Padova a destra, attorniati da un gruppo di angeli. Nell'area superiore, dipinta dal Savanni, altri angeli reggono un largo tendaggio.
Sul margine sinistro, dietro san Francesco, si vede un busto incorniciato in un ovale, raffigurante un anziano sacerdote, sicuramente il committente.
La scena si svolge all'interno di un'architettura, della quale si scorgono due lesene ai margini e una scalinata sulla quale è seduto san Francesco.

## Stile
La composizione dell'opera è ricalcata su uno schema abbastanza tradizionale per simili rappresentazioni, con la Madonna assisa su una nube ai cui piedi sono posti i santi in adorazione. L'accostamento di questa pala alle Storie della vita di San Pietro della chiesa di San Francesco d'Assisi, parzialmente perdute nel 1943, è però molto utile per documentare il deciso orientamento verso il colorismo veneto dimostrato dall'Avogadro all'inizio del Settecento, epoca alla quale è databile il dipinto.
Lo schema semplificato conferisce vivacità alla fattura dell'opera, ma ancora più apprezzabili sono i valori cromatici che assumono toni di notevole delicatezza nella veste rosea e nel manto azzurro della Vergine.
La tela si aggiunge quindi efficacemente allo scarso catalogo delle opere dell'Avogadro, del quale poco si conosce e molto è andato perduto.